# Màxims golejadors del Campionat de Catalunya de futbol
Llista amb els màxims golejadors del campionat de Catalunya de futbol.

## Historial
Fonts:
Segons la premsa de l'època que es consulti els golejadors poden variar i en alguns casos poden no ser esmentats, per la qual cosa la classificació pot contenir errors.
| Temporada | Competició     | Jugador                                         | Club                                 | Gols           |
| --------- | -------------- | ----------------------------------------------- | ------------------------------------ | -------------- |
| 1900-1901 | C. Macaya      | Hans Gamper                                     | FC Barcelona                         | 31             |
| 1901-1902 | C. Macaya      | Hans Gamper                                     | FC Barcelona                         | 19             |
| 1902-1903 | C. Macaya      | Gustavo Green                                   | Club Espanyol                        | 7              |
| 1902-1903 | C. Barcelona   | Hans Gamper                                     | FC Barcelona                         | 21             |
| 1903-1904 | FCCF           | Carles Comamala                                 | FC Barcelona                         | 15             |
| 1904-1905 | FCCF           | Romà Forns                                      | FC Barcelona                         | 4              |
| 1905-1906 | FCCF           | Virgilio Da Costa Romà Forns Guillermo Galiardo | FC Barcelona · FC Barcelona · FC X   | 3              |
| 1906-1907 | FCCF           | Emili Sampere                                   | FC X                                 | 5              |
| 1907-1908 | FCCF           | Charles Wallace Carles Comamala                 | FC Barcelona · FC Barcelona          | 3              |
| 1908-1909 | FCCF           | Charles Wallace                                 | FC Barcelona                         | 5              |
| 1909-1910 | FCCF           | Carles Comamala                                 | FC Barcelona                         | 23             |
| 1910-1911 | FCCF           | George Pattullo                                 | FC Barcelona                         | 12             |
| 1911-1912 | FCCF           | Pepe Rodríguez                                  | FC Barcelona                         | 15             |
| 1912-1913 | FCCF           | Joan Armet                                      | Universitary SC                      | 6              |
| 1912-1913 | FAC            | Alejandro Rodríguez                             | FC Barcelona                         | 7              |
| 1913-1914 | FCCF           | Gabriel Bau                                     | FC Espanya                           | 5              |
| 1914-1915 | FCCF           | Josep Maria Tormo                               | RCD Espanyol                         | 7              |
| 1915-1916 | FCCF           | Paulino Alcántara                               | FC Barcelona                         | 23             |
| 1916-1917 | FCCF           | Agustí Cruella                                  | FC Espanya                           | 11             |
| 1917-1918 | FCCF           | Climent Gràcia                                  | RCD Espanyol                         | 9              |
| 1918-1919 | FCCF           | Paulino Alcántara Vicenç Martínez               | FC Barcelona · FC Barcelona          | 9              |
| 1919-1920 | FCCF           | Paulino Alcántara                               | FC Barcelona                         | 15             |
| 1920-1921 | FCCF           | Enric Alegre                                    | CE Europa                            | 9              |
| 1921-1922 | FCCF           | Paulino Alcántara Climent Gràcia                | FC Barcelona · FC Barcelona          | 19             |
| 1922-1923 | FCCF           | Paulino Alcántara Manuel Cros Josep Julià       | FC Barcelona · CE Europa · CE Europa | 7              |
| 1923-1924 | FCCF           | Josep Samitier                                  | FC Barcelona                         | 14             |
| 1924-1925 | FCCF           | José Luis Zabala Josep Samitier                 | RCD Espanyol · FC Barcelona          | 10             |
| 1925-1926 | FCCF           | Josep Sastre                                    | Gràcia FC                            | 13             |
| 1926-1927 | FCCF           | Josep Samitier                                  | FC Barcelona                         | 18             |
| 1927-1928 | FCCF           | Manuel Cros                                     | CE Europa                            | 21             |
| 1928-1929 | FCCF           | Manuel Cros                                     | CE Europa                            | 12             |
| 1929-1930 | FCCF           | Josep Forgas                                    | FC Badalona                          | 11             |
| 1930-1931 | FCCF           | Edelmiro Lorenzo                                | RCD Espanyol                         | 9              |
| 1931-1932 | FCCF           | Josep Samitier                                  | FC Barcelona                         | 13             |
| 1932-1933 | FCCF           | Josep Garreta                                   | RCD Espanyol                         | 19             |
| 1933-1934 | FCCF           | Miquel Gual                                     | CE Sabadell                          | 18             |
| 1934-1935 | FCCF           | Josep Escolà                                    | FC Barcelona                         | 13             |
| 1935-1936 | FCCF           | Josep Escolà                                    | FC Barcelona                         | 19             |
| 1936-1937 | FCCF           | Miquel Gual                                     | FC Barcelona                         | 9              |
| 1937-1938 | FCCF           | Jaume Rigual                                    | FC Barcelona                         | 15             |
| 1938-1939 | No es disputà. | No es disputà.                                  | No es disputà.                       | No es disputà. |
| 1939-1940 | FCCF           | Vicent Martínez Català                          | RCD Espanyol                         | 14             |

## Jugadors amb més guardons
| # | Jugador           | Cops màxim golejador |
| - | ----------------- | -------------------- |
| 1 | Paulino Alcántara | 5 cops               |
| 2 | Josep Samitier    | 4 cops               |
| 3 | Hans Gamper       | 3 cops               |
| 3 | Carles Comamala   | 3 cops               |
| 3 | Manuel Cros       | 3 cops               |
| 4 | Romà Forns        | 2 cops               |
| 4 | Charles Wallace   | 2 cops               |
| 4 | Climent Gràcia    | 2 cops               |
| 4 | Miquel Gual       | 2 cops               |
| 4 | Josep Escolà      | 2 cops               |

## Altres competicions
| Temporada | Competició       | Jugador                | Club          | Gols |
| --------- | ---------------- | ---------------------- | ------------- | ---- |
| 1902      | Medalla FGE      | Bernat Lassaletta      | FC Barcelona  | 24   |
| 1902      | Medalla FGE      | Sebastià Casanellas    | Club Espanyol | 5    |
| 1936-1937 | Ll. Mediterrània | Vicent Martínez Català | Llevant FC    | 12   |
| 1937-1938 | Ll. Catalana     | Paco Mateo             | FC Barcelona  | 38   |